# Districte de Gatsibo
El districte de Gatsibo és un akarere (districte) de la província de l'Est, a Ruanda. La seva capital és Kabarore.

## Geografia i turisme
El districte comprèn àrees al nord-est de Rwanda, entre Kayonza i Nyagatare. El lloc alemany de Gatsibo es va situar aquí, a l'actual campament militar de Gabiro. La part oriental del districte es troba al Parc Nacional Akagera, amb el riu Kagera formant la frontera amb Tanzània.

## Sectors
El districte de Gatsibo està dividit en 15 sectors (imirenge): Gashora, Juru, Kamabuye, Ntarama, Mareba, Mayange, Musenyi, Mwogo, Ngeruka, Nyamata, Nyarugenge, Rilima, Ruhuha, Rweru i Shyara.